# Puig d'en Ribot
El Puig d'en Ribot és una muntanya de 326 metres que es troba al municipi de Forallac, a la comarca catalana del Baix Empordà.